# Sistema Educativo Independiente en Israel
El Sistema Educativo Independiente en Israel (en hebreo: החינוך העצמאי) (transliterado: Chinuch Atzmai), es un sistema escolar alternativo dirigido por la comunidad judía ultra-ortodoxa de Israel y que atiende a las necesidades de los alumnos ultra-ortodoxos. 
El sistema fue establecido en 1953, por una decisión del consejo de sabios de la Torá de la organización World Agudath Israel, y fue implementado mediante la Ley de Educación del Estado. Inicialmente el sistema fue dirigido por el Rabino Zalman Sorotkin, y ahora es dirigido por un centro de coordinación que opera numerosas escuelas abiertas en todo el país.
La naturaleza diversa de la sociedad israelí, se tiene en cuenta en el marco de los sistemas educativos israelíes. Diferentes sectores de la población asisten a diferentes escuelas. Aunque los padres se sienten reconfortados por el hecho de que la escuela de sus hijos puede reflejar más o menos su visión básica del Mundo, esta separación resulta en muy poco contacto entre los diversos segmentos de la sociedad israelí. Las escuelas se dividen en cinco grupos: 
- 1- En primer lugar, las escuelas públicas (mamlachti), a las que asisten la mayoría de los alumnos;

- 2- En segundo lugar, las escuelas religiosas estatales (mamlachti datí), que hacen hincapié en los estudios judíos, la tradición y la observancia judía;

- 3- En tercer lugar, las escuelas religiosas independientes (chinuch atzmai) que se centran casi por completo en el Talmud y la Torá, y que ofrecen muy pocas materias seculares;

- 4- En cuarto lugar, las escuelas privadas que reflejan las filosofías de grupos específicos de padres (las escuelas democráticas) o que se basan en el currículo de un país extranjero (por ejemplo, la Escuela Americana);

- 5- En quinto lugar, las escuelas árabes, con instrucción en árabe, y centrada en la historia, la religión, y la cultura árabe.

Actualmente hay aproximadamente 80.000 alumnos matriculados en las escuelas Chinuch Atzmai, que incluyen las escuelas Bais Yaakov para niñas, Talmud Torá, Jéder, y la Yeshivá Ketana para los niños. Hay un fuerte énfasis en los estudios judíos en estos programas.
Las escuelas cuentan con el apoyo parcial del Estado; sin embargo, el Ministerio de Educación de Israel no es responsable de la contratación y el despido de los maestros, ni de la inscripción de los alumnos. A las escuelas del sistema Chinuch Atzmai, se les asigna el 55% del presupuesto que reciben las escuelas públicas ordinarias, y se les exige que enseñen el 55% del plan de estudios del Ministerio de Educación. 
Tradicionalmente, la financiación de las escuelas Chinuch Atzmai se ha complementado con donaciones de fuera de Israel, en particular de los Estados Unidos. El Rabino Aharon Kotler, uno de los fundadores del movimiento, desempeñó un papel fundamental en la recaudación de fondos para la organización. Debido a los fuertes recortes en la financiación estatal de los últimos años, el movimiento ha tenido que redoblar sus esfuerzos para evitar el cierre de las escuelas.